# Лось, Филипп Григорьевич
Филипп Григорьевич Лось (род. 12 июня 1967, Москва) — российский  театральный режиссёр, театральный менеджер, художественный руководитель Русского театра Эстонии (2017—2022 гг.). Заслуженный работник культуры Российской Федерации (2005). Член Союза театральных деятелей Российской Федерации (c 1994 года).

## Биография
В 1984 году окончил среднюю общеобразовательную школу № 188 в Москве и поступил на исторический факультет Московского государственного педагогического института им. В. И. Ленина.
Один из основателей Московского театра «Школа современной пьесы» в 1989 году.
В 1989—2013 годах — главный администратор, заместитель директора, исполнительный директор, режиссёр-постановщик, заместитель художественного руководителя театра, организатор гастролей театра в США, Канаде, Франции, Германии, Австралии, Швеции, Израиле, Эстонии, Финляндии, Литве и др. странах (более 60 гастрольных проектов); руководитель проведения юбилейного вечера Булата Окуджавы на Трубной площади (1994) и Дней Булата Окуджавы (1997—2008); административный руководитель делегации театра на BONNЕR BIENNALE в 2000—2002 гг.; организатор участия спектаклей театра в театральных фестивалях России, Германии, Швейцарии, Люксембурга, Украины, Румынии, Египта, Ирана; соавтор и технический консультант архитектурного проекта реконструкции здания театра и строительства новой сцены; художественный руководитель и режиссёр постановочных показов для программ фестиваля современной драматургии «Действующие лица» и «Класса молодой режиссуры».
В 1994—1996 годах — учёба в Высшей школе деятелей сценических искусств при РАТИ(ГИТИС), руководитель — Геннадий Дадамян.
2003—2007 годы — учёба на режиссёрском факультете РАТИ (ГИТИС), заочное отделение, мастерская Иосифа Райхельгауза.
В 2012 году окончил Школу театрального лидера (проект Департамента культуры города Москвы и Центра им. Мейерхольда). Специальность — руководство современным театром, художественная программа.
В 2013—2015 одах — руководитель Дирекции проекта «Открытая сцена». За этот период Дирекцией выпущено более 40 театральных проектов.
В 2015—2017 годах — режиссёр-постановщик Rakvere teater (г. Раквере, Эстония)
В 2016—2017 годах — заместитель директора Московского театра Юного Зрителя.
В сентябре 2017 года Филипп Лось выиграл открытый конкурс на должность художественного руководителя Русского театра Эстонии. 
С сентября 2017 по сентябрь 2022 года — художественный руководитель Русского театра Эстонии.

## Политические  взгляды
Неоднократно высказывался против действующего режима в России: поддерживал политзаключённых, оппозиционных политиков и медиаресурсы, признанные в РФ «иностранными агентами». С первого дня войны в Украине осудил российскую агрессию.
13 сентября Дирекция Русского театра Эстонии уволила Филиппа Лося из-за опубликованного им поста в социальной сети, где режиссёр осудил запрет на получение виз гражданами РФ и назвал текущее положение россиян в Эстонии «задатками геноцида». В частности, отметил, что «под бодрые здравицы о поддержке украинского оружия и победе Добра над Злом из всех щелей вдруг полезла тухлая облезлая русофобия, и никто не зажимает нос и не говорит громко: „Фу!“», и предположил, что все эти меры используются чтобы «расквитаться за всё и растоптать все свободы и права граждан РФ». Правление Союза режиссёров и драматургов Эстонии исключило Филиппа Лося из состава членов союза.

## Переезд в Израиль
3 марта  2025 года Филипп Лось в фейсбуке сообщил о  переезде в Израиль.

## Спектакли
- 2004 — Констанция Денниг «Экстази рейв», Марк Равенхилл «С тобой все кончено навсегда…» (Фестиваль современной драматургии «Любимовка»)
- 2004 — Нина Беленицкая «03» (Московский Дом Актёра)
- 2005 — Александр Демахин «Бабий дом» (Московский театр «Школа современной пьесы»)
- 2006 — драматическая программа «Московские окна» фестиваля «Festival de la Cite» (Лозанна, Швейцария)
- 2007 — Сергей Решетников «Бедные люди, блин» (Московский театр «Школа современной пьесы»)
- 2008 — братья Дурненковы «Культурный слой» (Тверской театр юного зрителя)
- 2008 — Наталья Ворожбит «Зернохранилище» (фестиваль «Новая драма», Москва)
- 2010 — Александр Грибоедов «Русское горе» (режиссёр-ассистент; Московский театр «Школа современной пьесы»)
- 2012 — Елена Исаева «Я боюсь любви» (Таллинский русский молодёжный театр)
- 2013 — Михаил Дурненков «(Самый) лёгкий способ бросить курить» (Московский театр «Школа современной пьесы»)
- 2015 — Ольга Погодина «Раз. Два. Три…» (по пьесе «Глиняная яма») («Творческая мастерская», г. Петрозаводск)
- 2016 — Владимир Жеребцов «Ausammas/Памятник» (Раквереский театр, Эстония)
- 2017 — Бет Хэнли «Kullus / Изобилие» (Раквереский театр, Эстония)
- 2018 — Антон Понизовский «Русские сны» (Русский театр Эстонии)
- 2018 — Иван Тургенев «Месяц в деревне» (мыза Сагади, летний театральный проект Русского театра Эстонии)
- 2018 — Ясмина Реза «Искусство примирения» (по пьесе "Бог резни") (Русский театр Эстонии)
- 2019 — Ольга Мухина «Олимпия» (Русский театр Эстонии / Театр-фестиваль «Балтийский дом», г. Санкт-Петербург)
- 2019 — Филипп Лось, Полина Бородина и Ярослава Пулинович «Дом Прозоровых. Сорок лет спустя» (Русский театр Эстонии)
- 2019 — Анна Богачёва «Волшебная ночь, или Когда оживают игрушки» (Русский театр Эстонии)
- 2020 — Михаил Дурненков «Утопия» (Русский драматический театр Литвы)
- 2021 — Джон Бойнтон Пристли «Визит инспектора» (Русский театр Эстонии)
- 2021 — Иван Вырыпаев "Танец Дели" (Русский театр Эстонии)
- 2022 — Эдмун Ростан "Сирано де Бержерак" (Русский театр Эстонии)
- 2022 — Иван Тургенев «Нахлебник» (мыза Сагади, летний театральный проект Русского театра Эстонии)
- 2022 — Ясмина Реза "Богът на касаптицата/Бог резни" (Драматично-куклен театър "Иван Радоев", Плевен, Болгария)

## Награды
- 2002 — Почётная грамота Союза театральных деятелей Российской Федерации «За большой личный вклад в развитие театрального искусства».
- 2004 — Благодарность Министра культуры Российской Федерации — за большой вклад в организацию театрального дела и в связи с 15-летием со дня основания театра (24 февраля 2004 года)[3].
- 2005 — Заслуженный работник культуры Российской Федерации — за заслуги в области культуры и многолетнюю плодотворную работу (26 мая 2005 года)[4]